# 居庸関駅
居庸関駅（きょようかんえき）は中華人民共和国北京市昌平区に位置する中国国鉄北京鉄路局が管轄する駅である。

## 所属路線
- 中国国鉄
  - 京包線：北京駅起点より74km、包頭駅終点まで758km

## 駅構造
- 単式ホーム2面の地上駅である。

## 利用状況
本駅は京包線の旅客を扱う四等駅で、2010年4月現在、毎日2本の普漫旅客列車が発着していたが発着していたが、S2線の開業に伴い停車する列車は無くなった。貨物は扱わない。

## 駅周辺
- 万里の長城
- 居庸関
- 省道216号

## 歴史
- 1909年 - 開業した[2]。

## 隣の駅
中国国鉄
京包線（京張線）
東園駅- 居庸関駅 - 三堡駅